# HP-46
 (novembre 2023).
Si vous disposez d'ouvrages ou d'articles de référence ou si vous connaissez des sites web de qualité traitant du thème abordé ici, merci de compléter l'article en donnant les références utiles à sa vérifiabilité et en les liant à la section « Notes et références ».
La HP-46 est une calculatrice scientifique avec imprimante bicolore. C'est une version de bureau de la HP-45. La partie imprimante de la calculatrice est alimentée de façon indépendante et peut être allumée seulement si l'on en a besoin. L'inconvénient étant qu'une fois l'imprimante allumée, un moteur très bruyant tourne en permanence.